# Bloodwulf
Bloodwulf è un personaggio dei fumetti pubblicato dalla Image Comics, creato da Rob Liefeld sulle pagine di Darker Image n. 1 del marzo 1993.
Si tratta di un personaggio parodia – sebbene non ironico – dei fumetti di azione e di fantascienza; in realtà è "modellato" sulle fattezze dell'antieroe Lobo della DC Comics (entrambi cacciatori di taglie alieni, dal fisico muscoloso, la pelle chiara, la faccia coperta da disegni, i capelli lunghi e una moto volante come mezzo di locomozione).
Dopo 2 apparizioni su altre testate, è stato protagonista nel 1995 di una miniserie omonima e di uno speciale estivo; successivamente ha partecipato a un tie-in con Avengelyne.

## Apparizioni
- Darker Image n. 1, marzo 1993
- Spawn n. 12, luglio 1993
- Bloodwulf nn. 1-4, febbraio-maggio 1995
- Bloodwulf Summer Special, agosto 1995
- Avengelyne vol. 2 n. 14, aprile 1997 (ed. Maximum Press)